# Macrodorcas pseudaxis
Macrodorcas pseudaxis là một loài bọ cánh cứng trong họ Lucanidae. Loài này được Didier mô tả khoa học năm 1926.